# 菲亚特600

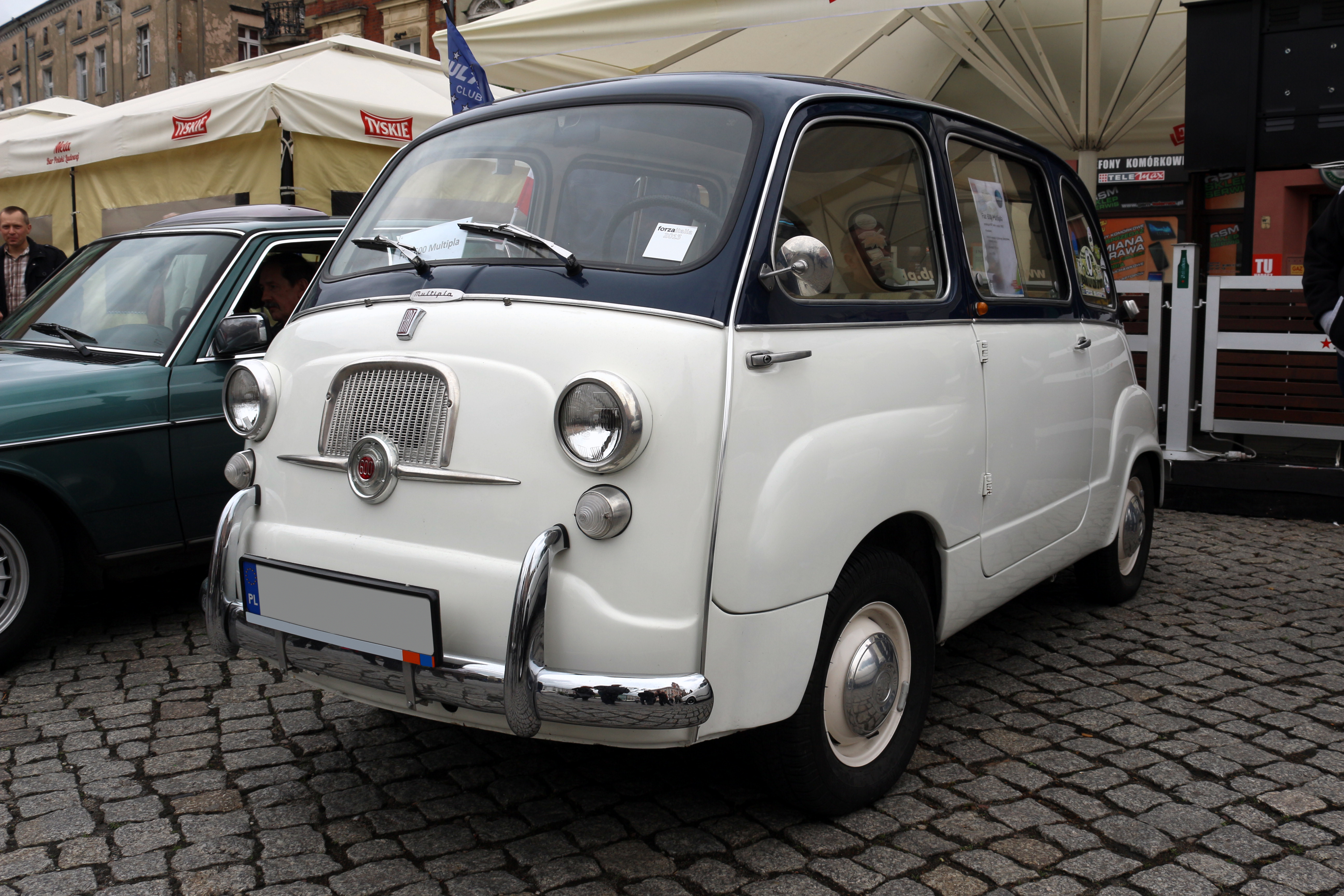
菲亚特600 Multipla

菲亚特600（Fiat 600；又稱為“Seicento”）是意大利汽車生產商菲亚特在1955年至1969年生產的都市車。菲亚特600車身只有3.22米長，是首部後置引擎的菲亚特產品，當時價值為6,700英鎊、7,300美元或590,000里拉。1955至69年，米拉菲奧里車廠所生產的該車款有2,604,000輛，成为二战后欧洲的一款经典国民车型。在1960、70和80年代，此車款在多個國家頗受歡迎，例如在阿根廷，它被稱為“菲蒂托”(Fitito；Fiat的簡稱)。

## 特性
菲亚特600的最高时速从95公里每小时（空载，633cc引擎）至110公里每小时（767cc 引擎）不等，四轮液压鼓刹，独立悬挂系统，并拥有良好的空气流通与除霜冻系统。该车低成本、低售价、低油耗、四座空间紧凑等特点满足了当时西方社会经济飞速发展所带的大众家庭需求。
在600首次登台后的一年，1956年，一种六座的变体菲亚特600车型Fiat 600 Multipla面世，这款车型被认为是今天多功能休旅車（MPV）的前身。它封闭的车厢也满足了出租、邮政、零售、旅游等多方面的运输需求，甚至被用作零售店的送货车和快餐零售车。

## 仿制车型

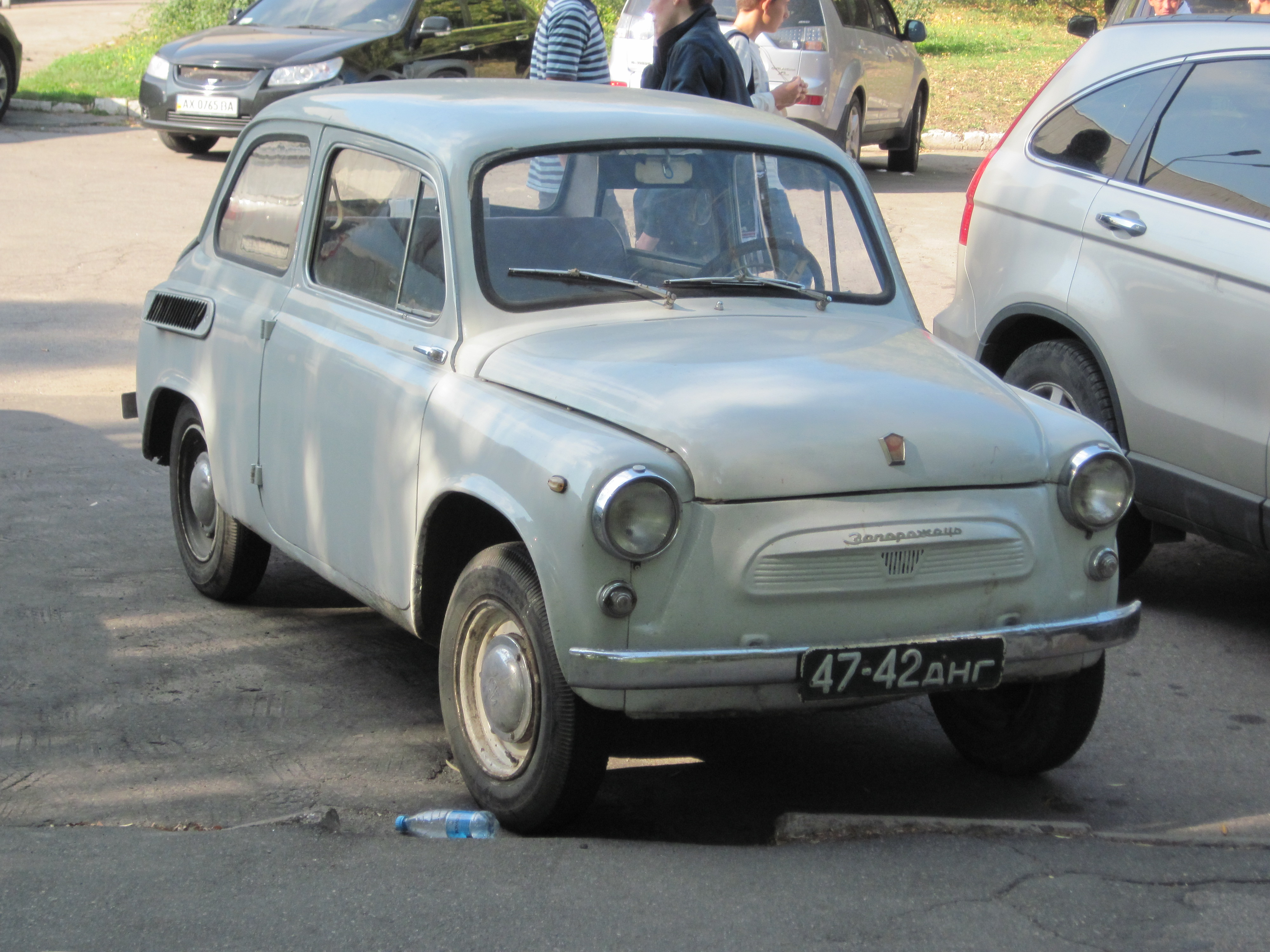
扎波罗热ZAZ-965（Zaporozhets ZAZ-965）

前苏联曾于1960年至1963年间生产了一种类似的车型，扎波罗热ZAZ-965（Zaporozhets ZAZ-965），尽管该车型被人推测是以菲亚特600为原形制造的，但ZAZ厂的代表声称ZAZ-965是ZAZ厂的工程师与莫斯科国家汽车研究所NAMI的同行们自主研制开发的。

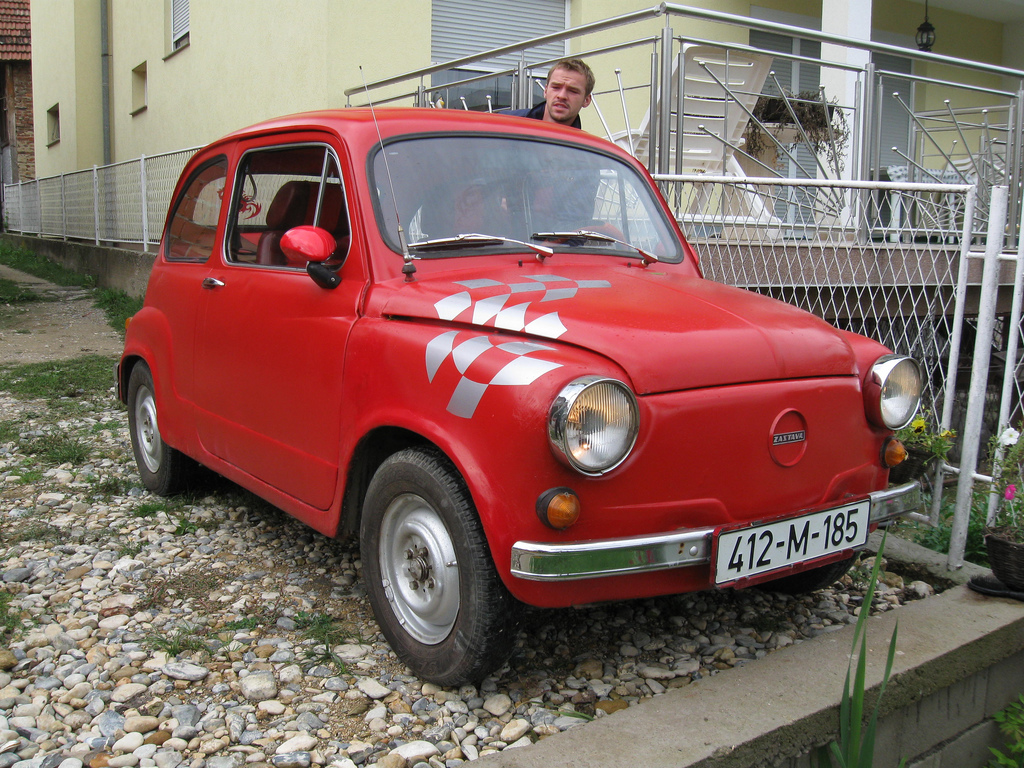
南斯拉夫红旗850

在前南斯拉夫，该车型取名以红旗750（Zastava 750，后期为850），由南斯拉夫克拉古耶瓦茨的红旗汽车厂进行生产销售，亦十分流行，它被人亲切地称为“Fićo”。60年代初引进，1985年停产。850车型与它的原型相比，有许多改进之处，它是600车型的升级版，它采用了全同步驱动桥、前置碟刹、和一个交流发电机。

## 菲亚特600 Jolly

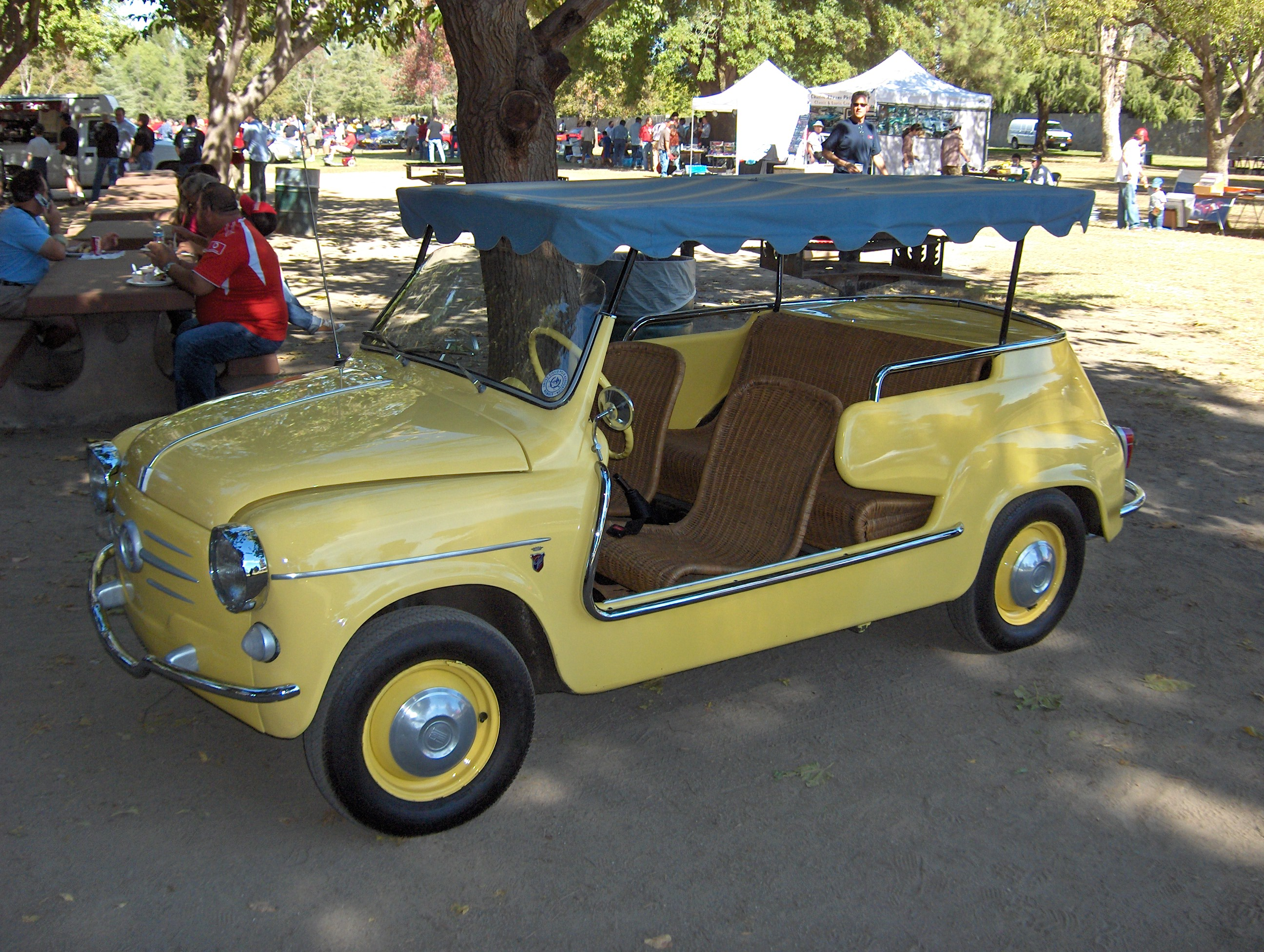
Ghia 600 Jolly

1958年菲亚特汽车公司将一批菲亚特600车运送至位于意大利西北部城市都灵的Ghia汽车设计制造中心。改造成为装有藤条座椅和用以遮挡地中海强烈阳光顶棚的休闲款型“Jolly”，它们最初被配置在富豪们的游艇上。
由于“Jolly”车的制造成本过高（约为普通菲亚特600车的两倍），故产量十分有限。今天所存数目不到100辆，每一辆都十分独特与珍贵。位于美国洛杉矶海岸外的卡特琳娜岛（Catalina Island）曾在1958年至1962年之间将“Jolly”车用作岛内的出租车。